# 船舶に乗り組む衛生管理者
船舶に乗り組む衛生管理者（えいせいかんりしゃ、英: Health Supervisor）とは、船員法に規定する必置資格者のひとつで、船内の衛生管理に必要な業務に従事する者をいう。別称は船舶衛生管理者。日本国内および日本政府があらかじめ申し合わせを行った改正STCW条約締約国で効力を有する。学校等における教育を必須とせず試験の合格並びに証書の交付により、診察・投薬・注射・縫合などの医療行為が部分的に可能となる日本で唯一の資格である。

## 概要
近海区域以遠を航行区域とする総トン数3000トン以上の船舶などでは、乗組員の中から衛生管理者を選任する必要がある。衛生管理者は次節に述べる衛生管理者適任証書を有する者の中から選任するが、やむを得ない場合は国土交通大臣の許可を得たうえで、資格を有していない者を選任することができる。衛生管理者を乗り組ませる船舶は、2019年8月時点で349隻である。
衛生管理者は、必要に応じ医師の指導を受けながら、船員の健康管理や保健指導、作業環境衛生、居住環境衛生、食料と用水の衛生保持など、船内の衛生管理に関する業務に従事する。
厚生労働省管轄の労働安全衛生法による衛生管理者と類似しているが、船舶の乗組員においては海上労働の特殊性に鑑み労働基準法等の代わりに船員法が適用されるため、両資格は根拠法及び主務大臣も異なる「衛生管理者」として並存している。両資格の業務面での決定的な相違点は、緊急時には医師の助言等を受け投薬・注射などの医療行為を部分的に許されていることである。このほか血圧の測定、止血なども行うため、船内では医務室などで勤務する。
なお、近海区域以遠を航行区域とする総トン数3000以上の船舶のうち、最大搭載人員100人以上の船舶では、船舶に乗り組む医師（船医）を乗船させることになっている。また、船医や衛生管理者を乗り組ませない船舶では、一定の海技免状を有するなどの条件を満たす乗組員から「衛生担当者」を選任し、衛生管理の業務を担当させる。「衛生担当者」は、海員が常時10名以下の船舶などでは船長が兼務することができる。

## 衛生管理者適任証書

### 資格の認定
国土交通大臣（受付窓口は地方運輸局等）から衛生管理者適任証書の交付を受けるには、大臣が執行する衛生管理者試験に合格するか、大臣がこれと同等以上の知識・技能を有すると認定する者である必要がある。
後者には、以下の者などが該当する。
- 医療・薬事系資格 - 医師、歯科医師、薬剤師、獣医師、助産師、保健師、看護師、准看護師、外国で医師免許を得た者
- 医科・薬科系学位 - 医学士、歯学士、薬学士、衛生看護学士
- 労働安全衛生法に規定する衛生管理者の資格を有し、船舶に乗り組み2年以上船内の衛生管理に関する業務に従事した経験を有する者
- 国土交通大臣の登録を受けた講習（登録講習）を修了した者
- その他、これらと同等以上の能力を有すると認められる者
  - 海上自衛官（衛生特技の者）[要出典]
  - 認定校卒業者[4]
  - 認定校卒業者かつ船舶衛生管理者講習(B)修了者など[4]

適任証書には、船員法に基づく衛生管理者であることとともに、改正STCW条約第6章第4規則に適合するものであることが明記されている。

### 試験
衛生管理者試験は通例、西暦の奇数年12月に関東運輸局本局（横浜市）、偶数年12月に神戸運輸監理部本庁舎（神戸市）にて国土交通省が直接実施する。試験日の1ヶ月前までに国土交通大臣が官報で公示する。

#### 受験資格
- 満20歳以上の者[16]

#### 試験科目
- 筆記（7科目） - 労働生理、船内衛生、食品衛生、疾病予防、保健指導、薬物、労働衛生法規[17]
- 実技（2科目） - 救急処置、看護法[17]

### 登録講習
先述の通り、講習を修了する事によっても、衛生管理者適任証書の交付を受ける事ができる。
唯一の大臣登録講習機関となっている船員災害防止協会（船災防）が行う講習は以下の3種類あり、最終日の検定試験に合格すると修了となる。
- 衛生管理者登録講習

受講資格は、検定試験の前日において満20歳以上の者。講習時間は100時間（約4週間）。近年は東京都、名古屋市の2箇所にて年間各1回異時実施。
- 船舶衛生管理者講習（B）

東京海洋大学海洋工学部又は神戸大学海洋政策科学部（従前の海事科学部を含む）の乗船実習課程を修め卒業した者、及びそれらの前身である東京商船大学、神戸商船大学を卒業した者は、時間を短縮した講習を受けることができる。また2018年8月の国土交通省基準改正により、商船系高等専門学校、水産系高等学校の本科を卒業した者、及び先の大学を含めこれら学校で57時間以上の衛生に関する授業を履修した者も対象となった。講習時間は43時間（約10日間）。近年は東京都、横浜市または名古屋市、神戸市の3箇所にて年間1回同時実施。
- 船舶衛生管理者講習（C）

2018年8月の国土交通省基準改正により新設。水産系高等学校本科卒業者のうち、45時間以上のに衛生に関する授業を履修したものが対象。講習時間は55時間（約12日間）。横浜市にて年間1回実施。

## 再講習
一定条件の外航船舶（特定船舶）に乗り組む衛生管理者に限り、5年ごとに大臣に登録された再講習の受講が義務付けられている。一般社団法人外航船員医療事業団が唯一の大臣登録再講習機関となっており、横浜掖済会病院、名古屋掖済会病院、大阪掖済会病院、神戸掖済会病院のいずれかを会場に年1-2回、100時間の講習を行っている。

## 他の資格の受験資格
- 衛生管理者（労働安全衛生法）

衛生管理者適任証書の交付を受けたあと労働衛生の実務に1年以上従事した者は、衛生管理者試験（第一種、第二種）を受験する事ができ、申請により「労働生理」の科目の免除を受けることができる。